# Виступ на площі Геймаркет
Виступ на Хеймаркеті — демонстрація робітників з вимогою встановлення 8-годинного робочого дня, що відбулася 4 травня 1886 року на площі Геймаркет у Чикаго, США. Під час акції було вчинено терористичний акт проти представників поліції: бомбою, кинутою з натовпу, було вбито 1 та смертельно поранено ще 6 поліціянтів. Теракт призвів до застосування зброї проти учасників мітингу, через що були поранені кількадесят осіб з числа як протестувальників, так і поліцейських. Як наслідок, 7 учасників демонстрації були засуджені до страти, 1 учасника суд засудив до 15 років ув'язнення. Смертний вирок був виконаний до 4 засуджених, 2 за рішенням губернатора штату смертна кара була замінена довічним позбавленням волі, ще 1 засуджений наклав на себе руки. 1893 року губернатор помилував 3 фігурантів справи Хеймаркет.

## Попередні події
У жовтні 1884 року Федерація профспілок проголосила своєю ціллю домогтися встановлення 8-годинного робочого дня до 1 травня 1886 року. Напередодні 1 травня 1886 року за сприяння профспілок почали відбуватися мітинги та страйки: за період між 25 квітня та 4 травня 1886 року було проведено щонайменше 19 таких акцій. 1 травня 1886 року у Чикаго близько 35 тисяч робітників не вийшли на роботу, 2 і 3 травня до них приєдналися ще кілька десятків тисяч осіб. Основною вимогою страйкарів було введення 8-годинного робочого дня зі збереженням оплати праці як за 10-годинний. Виступи робітників призвели до сутичок з поліцією: за період 1-3 травня відбулося щонайменше 12 таких інцидентів, 3 з них з використанням зброї з боку поліціянтів.
3 травня страйк на сільського сільськогосподарському заводі МакКорміка переріс у трагедію: поліцейські відкрили вогонь по робітниках, що призвело до загибелі 2 осіб серед страйкарів. Реакцією на силове придушення страйку став мітинг, скликаний анархістами на вечір 4 травня.